# Burmagomphus sowerbyi
Burmagomphus sowerbyi – gatunek ważki z rodziny gadziogłówkowatych (Gomphidae).